# Bernardin Mungul Diaka
Bernardin Mungul Diaka ( Kirondo, 12 november 1933 – Kinshasa, 3 juni 1999) was een Congolees/Zaïrees diplomaat en politicus.

## Achtergrond
Mungul Diaka begon zijn loopbaan als directeur van het Ministerie van Defensie onder Patrice Lumumba in 1960. Na de ontbinding van de regering-Lumumba door president Joseph Kasavubu, vluchtten de Lumumbistische troepen naar Stanleystad om een rivaliserende regering te vormen tegenover de centrale regering. Deze Stanleystad-regering stond onder leiding van Antoine Gizenga, die Mungul Diaka naar de Volksrepubliek China stuurde als zijn vertegenwoordiger. Na de arrestatie van Gizenga werd Mungul Diaka in februari 1962 hoofd van de Parti Solidaire Africain. Als gekozen lid van de regering van de provincie Kwilu was hij minister van Planning, maar verloor hij zijn positie na een motie van wantrouwen, waarna hij in 1965 afgevaardigde werd voor Kwilu.
Na de tweede staatsgreep van Mobutu in 1965 benoemde de nieuwe president, Joseph-Désiré Mobutu, hem tot residentiële minister van het land naar België en de Europese Economische Gemeenschap in 1967. Hij bekleedde verschillende belangrijke uitvoerende functies door de jaren heen, waaronder minister van Nationale Opvoeding, lid van het uitvoerend comité van de Movement Populaire de la Révolution, en minister van Hoger Onderwijs, voordat hij werd afgezet en gevangengezet. Hij koos ervoor om in ballingschap te gaan naar België in 1980, waar hij verbleef tot 1985. Mungul Diaka was Premier van Zaïre van 1 november 1991 tot 25 november 1991, benoemd door Mobutu Sese Seko, en werd beschouwd als een gematigde. Hij diende ook als gouverneur van Kinshasa van 1992 tot 1996. Mungul Diaka was getrouwd met Nelly Kamashi Mungul Diaka Lumana (1946–2022), een importeur van Nederlandse waxstoffen.
Mpinga Kasenda · 
André Bo-Boliko Lokonga · 
Jean Nguza Karl-i-Bond · 
N'Singa Udjuu · 
Léon Kengo Wa Dondo · 
Mabi Mulumba · 
Jules-Fontaine Sambwa Pida Nbagui ·
Lunda Bululu ·
Crispin Mulumba Lukoji · 
Étienne Tshisekedi · 
Bernardin Mungul Diaka · 
Faustin Birindwa · 
Norbert Likulia Bolongo
- Library of Congress Control Number: n86080742
- Virtual International Authority File: 11327069
- WorldCat: E39PBJfGX8QhTmjTwPtrjrr6rq